# Mike Hammond
Mike Hammond (Brighton, Inglaterra; 21 de febrero de 1990 − Columbia Británica, Canadá; 19 de julio de 2023) fue un jugador de hockey sobre hielo inglés que jugó en la posición de delantero.

## Carrera

### Club
| Periodo   | Club                      |
| --------- | ------------------------- |
| 2015-2016 | Cincinnati Cyclones       |
| 2016      | Brampton Beast            |
| 2016–2017 | Braehead Clan             |
| 2017–2019 | Manchester Storm          |
| 2019–2020 | Lausitzer Füchse          |
| 2020      | Odense Bulldogs           |
| 2021      | Frederikshavn White Hawks |
| 2021      | Coventry Blaze            |
| 2021–2022 | Hannover Scorpions        |
| 2022-2023 | Nottingham Panthers       |

### Selección nacional
Debutó con Reino Unido en 2018 y participó en dos ediciones del Campeonato Mundial de Hockey sobre Hielo Masculino.

## Logros
- Goleador de la Elite Ice Hockey League en 2018 y 2021.
- Mejor jugador de la Elite Ice Hockey League en 2019 y 2021.
- Equipo ideal de la Elite Ice Hockey League en 2021.

## Muerte
Hammond murió en un accidente de tráfico en Columbia Británica el 19 de julio de 2023 a los 33 años.